# Hans Mainka
Hans Mainka (* 28. Juli 1927) ist ein ehemaliger deutscher Fußballspieler, der 1951/52 in Altenburg in der DDR-Oberliga, der höchsten Liga im DDR-Fußball, aktiv war.

## Sportliche Laufbahn
Der 24-jährige Hans Mainka stieg erst spät in die DDR-Oberliga ein. Er bestritt dort am 30. Dezember 1951 im 18. Punktspiel der Betriebssportgemeinschaft (BSG) Stahl Altenburg im Auswärtsspiel bei Rotation Babelsberg sein erstes Oberligaspiel. Bei der 1:2-Niederlage war er als Verteidiger aufgeboten worden. In den nächsten beiden Spielen setzte ihn der Spielertrainer Herbert Klemig als Mittelstürmer ein, in den folgenden Partien spielte Mainka aber hauptsächlich in der Abwehr. Schließlich kam er in der Saison 1951/52 zu 18 Oberligaeinsätzen, im zweiten Spiel schoss er sein einziges Punktspieltor. Am Saisonende mussten die Altenburger in die DDR-Liga absteigen. 
Für die Spielzeit 1952/53 wurde Mainka für die DDR-Ligamannschaft, die nun als BSG Motor antrat, als Stürmer nominiert, er kam aber in keinem der 24 Ligaspiele zum Einsatz. Erst in der Saison 1954/55 trat Mainka bei Motor Altenburg wieder in Erscheinung. Unter dem neuen Trainer Rudolf Walsek bestritt er gleich das erste Punktspiel, in dem er als rechter Verteidiger eingesetzt wurde. Nach einer Pause von fünf Ligaspielen versuchte es Walsek noch einmal mit Mainka als Verteidiger, ließ ihn danach aber wieder vier Punktspiele lang pausieren. Vom 12. bis zum 15. Spieltag wurde Mainka als Stürmer eingesetzt. Obwohl er bereits beim ersten Einsatz im Angriff ein Tor erzielt hatte, verzichtete der Trainer anschließend endgültig auf Mainka. 
In seiner kurzen Karriere in Altenburg war Hans Mainka in zwei Spielzeiten bei 62 möglichen Punktspieleinsätzen nur auf 18 Spiele in der Oberliga und sechs Partien in der DDR-Liga gekommen. In jeder Saison erzielte er ein Tor. Zu weiteren Einsätzen im oberen Ligenbereich kam es nicht mehr. 